# (3050) Carrera
(3050) Carrera ist ein Asteroid des inneren Hauptgürtels, der am 16. September 1980 vom chilenischen Astronomen Carlos Torres am Cerro-El-Roble-Observatorium in Chile bei einer Helligkeit von 16 mag entdeckt wurde.
Der Asteroid wurde benannt in Erinnerung an die Geschwister Carrera, Javiera (1781–1862), Juan José (1782–1818), José Miguel (1785–1821) und Luis (1791–1818), aktive Teilnehmer an der Erlangung der Unabhängigkeit Chiles von Spanien, trotz anhaltender Meinungsverschiedenheiten mit Bernardo O’Higgins, dem „Vater des Landes“, und José de San Martín, einem argentinischen General und politischen Befreier Argentiniens, Chiles und Perus. José Miguel Carrera war der erste Präsident Chiles. Während seiner Regierung erhielt Chile seine erste politische Verfassung, ein Gesetz gegen die Sklaverei, ein Gesetz zum Verbot des Gehorsams gegenüber ausländischen Behörden, ein Gesetz über Bürgerrechte und die Aufnahme diplomatischer Beziehungen mit den Vereinigten Staaten.

## Wissenschaftliche Auswertung
Im Rahmen der Planungen der Rosetta-Mission zum Kometen 67P/Churyumov-Gerasimenko wurde auch der Asteroid (3050) Carrera als mögliches Ziel für einen Vorbeiflug in Erwägung gezogen, später aber verworfen.
Spektroskopische Untersuchungen deuteten auf eine Zugehörigkeit zur Spektralklasse S hin, einige Besonderheiten im Spektrum könnten aber auch auf einen Typ E verweisen, für eine definitive Entscheidung darüber wäre aber die Kenntnis der Albedo erforderlich.
Eine Durchmusterung im Rahmen der intermediate Palomar Transient Factory (iPTF) am Palomar-Observatorium in Kalifornien im Januar und Februar 2014 ermöglichte die Bestimmung der Rotationsperiode von (3050) Carrera zu 7,56 h.